# Live in L.A.
A Live in L.A. (Death & Raw) az amerikai Death koncertlemeze, melyet 2001-ben jelentetett meg a Nuclear Blast kiadó. A felvétel még 1998-ban készült Los Angelesben. A felvétel DVD formátumban is megjelent.

## Számlista
1. "Intro / The Philosopher" – 3:52
2. "Spirit Crusher" – 6:26
3. "Trapped in a Corner" – 4:25
4. "Scavenger of Human Sorrow" – 6:39
5. "Crystal Mountain" – 4:47
6. "Flesh and the Power It Holds" – 8:01
7. "Zero Tolerance" – 5:00
8. "Zombie Ritual" – 4:41
9. "Suicide Machine" – 4:14
10. "Together as One" – 4:11
11. "Empty Words" – 7:03
12. "Symbolic" – 6:16
13. "Pull the Plug" – 6:22

## Zenészek
- Chuck Schuldiner – gitár/ének
- Richard Christy – dob
- Scott Clendenin – basszusgitár
- Shannon Hamm – gitár

## Külső hivatkozások
www.emptywords.org